# Accès du pétrole de l'Alberta à un port de mer

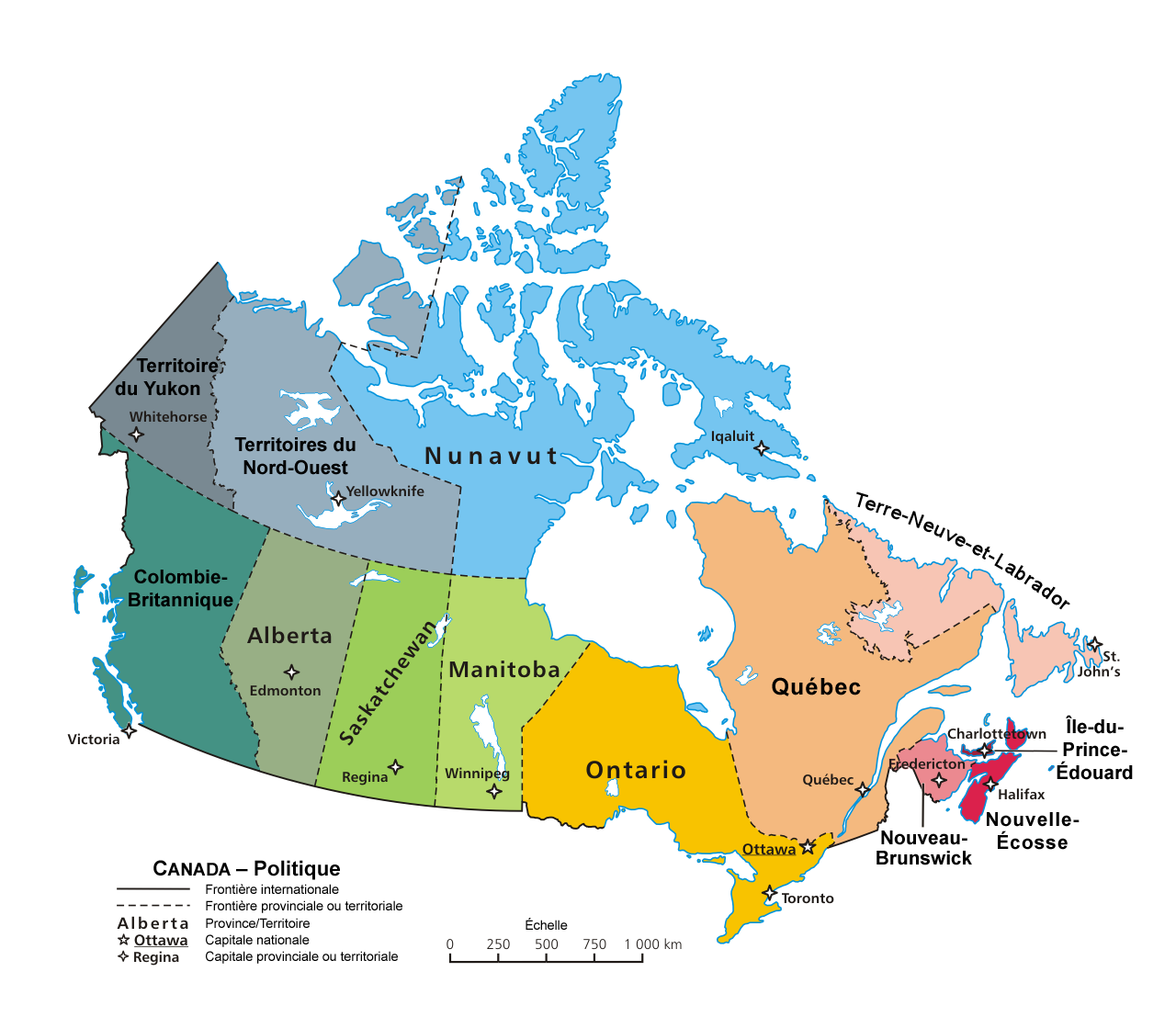
L'Alberta, deuxième territoire en vert à partir de la gauche, est enclavé à l'intérieur du continent nord-américain.

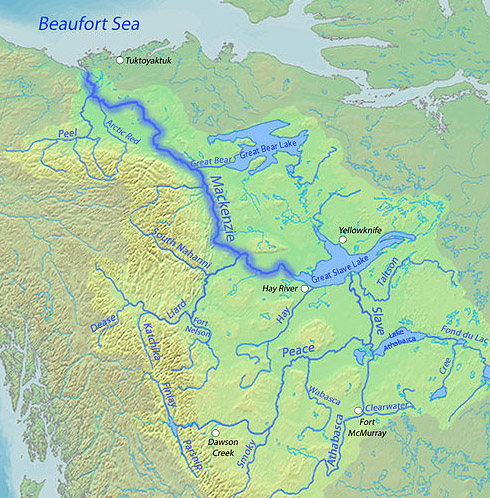
Un oléoduc dans la vallée du Mackenzie ? Fort McMurray, dans le bas de la carte vers la droite, est un important site d'exploitation des sables bitumineux de l'Athabasca en Alberta.

L'accès à un port de mer est indispensable pour que le pétrole puisse être vendu sur le marché au prix international. Le port doit pouvoir accueillir des pétroliers et être pourvu des services techniques et administratifs nécessaires à l'import-export. Les milieux pétroliers utilisent le terme anglais « tidewater » pour désigner cette réalité.
Le problème de l'accès à un port de mer est particulièrement aigu pour l'Alberta (Canada), qui possède d'immenses réserves de pétrole dans les sables bitumineux de l'Athabasca, et dont la production en 2012 était de 1,9 million de barils par jour (305 000 m3). La production en 2022 pourrait atteindre 3 800 000 bbl/j, soit 221 millions de m3/an. À cela s'ajoute la production de pétrole brut venant de puits conventionnels, qui était en 2012 de 556 000 bbl/j. Or, le Canada présente la « douteuse singularité d'être le seul grand pays producteur de pétrole à ne pas disposer d'un accès à un port de mer pour sa production ».
Le pétrole des sables bitumineux étant trop visqueux pour être transporté par oléoduc, il doit être converti en pétrole brut de synthèse dans une pré-raffinerie ou mélangé à du condensat, ce qui produit du bitume dilué ou dilbit. Le mélange standard mis en place par les grandes compagnies se vend sous le label Western Canadian Select (WCS). En cas de déversement, le dilbit est beaucoup plus difficile à nettoyer que le brut ordinaire et les pipelines qui le transportent connaissent en moyenne 3,6 fois plus de fuites par km.
L'Alberta est enclavé dans le continent nord-américain et l'accès à un terminal maritime se heurte à des obstacles multiples. Son pétrole WCS subit donc une décote importante sur les marchés, laquelle avait atteint 42,50 US$ sous le prix du Brent en décembre 2012. Le manque à gagner en impôts se chiffre, pour l'année 2013, à 6 milliards $ CA pour la seule province de l'Alberta. Diverses voies sont explorées pour corriger la situation.
La situation d'enclavement est la même pour le pétrole de la Saskatchewan, dont les installations de Burstall et de Kerrobert sont déjà intégrées au réseau de pipelines de l'Alberta. La production de l'Alberta compte pour 74 % de la production canadienne, contre 14 % pour la Saskatchewan et 9 % pour Terre-Neuve.
Une grande part du pétrole canadien est exportée aux États-Unis. Au premier trimestre 2014, ce marché absorbe 3,4 millions de barils par jour de pétrole canadien.
Parmi les nouveaux marchés à atteindre, figurent au premier rang les pays d'Asie (Chine, Japon, Corée, Malaisie), qui ont tous investi dans les sables bitumineux. L'Inde est également un importateur potentiel car il s'y construisait en 2013 des raffineries capables de traiter le bitume dilué. Dans le monde, la demande de pétrole est de 93,5 millions de barils par jour.

## Transport par oléoduc
L'oléoduc est sans doute la méthode la plus sécuritaire de transport du pétrole. Selon une étude du Fraser Institute, au cours des cinq dernières années, les fuites d'oléoduc au Canada ont été dix fois moins nombreuses que celles du transport par rail, même si les volumes transportés dans ce dernier cas étaient 20 fois inférieurs. Cette étude ne prend cependant pas en compte le volume des déversements, ce qui est une faille majeure, car les déversements d'oléoduc impliquent généralement des quantités de pétrole beaucoup plus importantes que les fuites de train.
Selon une étude américaine, les données sur les pipelines collectées par l'Office national de l'énergie font preuve d'un grave manque de transparence, tant en ce qui concerne le tracé des oléoducs que les incidents survenus. Au lieu d'être publiques, ces données ne sont accessibles que par une demande d'accès à l'information. À la suite d'une démarche de ce genre, une analyse montre que, sur les 71 000 km d'oléoducs et de gazoducs canadiens réglementés par le gouvernement fédéral, et gérés par 90 compagnies, le nombre d'incidents a plus que doublé en l'espace de dix ans, avec un total de 1 047 fuites pour la période 2000-2012.
Le 14 avril 2015, l'Office national de l'énergie (ONE) met à la disposition du public une carte interactive des fuites d'oléoducs. En janvier 2016, un rapport du bureau du Vérificateur général du Canada remarque un certain laxisme dans la surveillance des pipelines par l'ONE. À cette date, la plupart des projets étaient bloqués ou en danger de l'être.

### Projet d'oléoduc Keystone XL
Jusqu'en 2012, la voie normale était d'acheminer le pétrole aux raffineries du Texas par l'oléoduc Keystone de TransCanada. Celui-ci étant près d'atteindre son point de saturation, notamment en raison de l'apport de la production venant de la formation de Bakken, une extension a été proposée, le Keystone XL, qui ajouterait un premier segment de 700 km, le Cushing MarketLink, allant de Cushing (Oklahoma) à Nederland (Texas), suivi d'un autre segment allant de Hardisty (Alberta) à Steele City (Nebraska), où le XL rejoindrait le pipeline existant. Ces ajouts auraient une capacité de 830 000 bbl/j (132 000 m3/j) de dilbit provenant des sables bitumineux. Or, ce projet d'un coût de 5,3 milliards US$ a été retardé pour des raisons environnementales et, en novembre 2015, il est refusé par la présidence des États-Unis.

### Projet d'oléoduc du Northern Gateway
Dès 2006, Enbridge conçoit le projet d'acheminer le pétrole vers le Pacifique, à destination du marché chinois, au moyen d'un oléoduc de 1 177 km de long, allant de Bruderheim (Alberta) à Kitimat (Colombie-Britannique). Cet oléoduc aurait une capacité de 525 000 barils (83 500 m3) par jour. Il transporterait du dilbit, bitume dilué au moyen de condensat. Un oléoduc plus petit, coulant en sens inverse, acheminerait le condensat de Kitimat à Bruderheim. Le projet comprend aussi des installations portuaires et des réservoirs de stockage du pétrole. Le coût total est estimé à 6 milliards $ CA.
En août 2013, l'avenir de ce projet semble sérieusement compromis, les Premières Nations étant de plus en plus hostiles au passage d'un oléoduc sur leurs terres. Une décision finale doit être prise avant le 31 décembre 2013.

### Projet d'oléoduc par la vallée du Mackenzie
Au printemps 2013, l'Alberta étudiait la faisabilité d'un oléoduc vers le Nord, traversant la vallée du Mackenzie et les Territoires du Nord-Ouest jusqu'à Tuktoyaktuk, sur la mer de Beaufort. Les Territoires du Nord-Ouest, qui auront le contrôle de leurs ressources naturelles en avril 2014, envisageraient aussi de ressusciter le projet de gazoduc dans la vallée du Mackenzie, dont il est question depuis les années 1970, et accueillent favorablement l'idée d'ouvrir une voie aux exportations par le Nord.

### Projet d'oléoduc Énergie Est
En 2012, TransCanada envisage de transformer en oléoduc le gazoduc qui va de Burstall (Saskatechewan) à Cornwall (Ontario). Il s'y ajouterait un segment allant de Hardisty (Alberta) à Burstall, et d'autres segments allant de Cornwall à Montréal, de Montréal à Québec et de Québec à Saint-Jean (Nouveau-Brunswick). Il aurait une longueur totale de 4 400 km et sa capacité serait de 1 100 000 barils (175 000 m3) par jour. Son coût est évalué à 12 milliards $ CA. Le gouvernement de l'Alberta garantirait la viabilité du projet par une injection de 5 milliards de dollars. Un économiste québécois estime que le Québec devrait exiger en compensation « une bonification du système de péréquation. La position québécoise devrait être : pipeline contre péréquation. »

### Projet d'oléoduc TMX de la Kinder Morgan
La société texane Kinder Morgan opère le Trans Mountain Pipeline System, un oléoduc d'une capacité de 300 000 bbl/j et de 1 150 km de long, qui va d'Edmonton (Alberta) à des terminaux et raffineries situés au centre de la Colombie-Britannique, ainsi que dans la région de Vancouver et celle du détroit de Puget dans l'État de Washington. Cette entreprise voudrait augmenter la capacité de l'oléoduc pour la porter à 890 000 barils (141 500 m3) par jour, le surplus de capacité étant destiné au transport de pétrole lourd provenant des sables bitumineux. Une demande en ce sens a été soumise à l'Office national de l'énergie en décembre 2013. Selon Kinder Morgan, l'extension de cet oléoduc serait moins coûteuse que la construction du Northern Gateway et ne se heurterait pas à l'opposition que rencontre Enbridge.
Or, en janvier 2013, cet oléoduc avait été responsable d'un déversement accidentel de 100 000 litres de pétrole au terminal de Sumas, près d'Abbotsford en Colombie-Britannique. Inquiets des risques posés par le projet d'extension, des groupes autochtones manifestent leur opposition au projet d'extension en octobre 2013, en encerclant de leurs canoës des pétroliers au terminal maritime de Westridge. En octobre 2014, des groupes d'opposants bloquent le travail des arpenteurs sur le mont Burnaby.
L'augmentation de capacité prévue entraînerait un trafic maritime pouvant aller jusqu'à 34 pétroliers par mois sortant du port de Vancouver à destination du marché asiatique et de la côte Ouest des États-Unis. L'entrée en service est prévue pour 2017. Le coût de l'oléoduc est estimé à 5,4 milliards de dollars.
En janvier 2015, la ville de Vancouver dépose auprès de l'Office national de l'énergie quelque 600 questions sur ce projet, en exigeant réponse à chacune de celles-ci. Le maire de la ville estime que l'étude environnementale doit prendre en compte « les émissions de gaz à effet de serre provenant de la combustion du pétrole de l'oléoduc ».
Le 29 novembre 2016, le Premier ministre Justin Trudeau annonce que son gouvernement autorise la construction de ce pipeline à condition que le constructeur Kinder Morgan respecte les 157 conditions posées par l'Office national de l'énergie en mai 2016.

### Projet d'extension de l'Alberta Clipper
Enbridge possède déjà un important réseau d'oléoducs au Canada et aux États-Unis, notamment avec la Ligne 67 surnommée Alberta Clipper, qui transporte 450 000 barils par jour, allant de Hardisty (Alberta) à Superior (Wisconsin). En 2013, cette compagnie a demandé l'autorisation de développer un réseau couvrant 5 000 km, qui transporterait 570 000 barils par jour et atteindrait, une fois terminé, une capacité de 880 000 barils (140 000 m3) par jour. Ce projet nécessitera lui aussi l'approbation du président américain.
Ce projet est officiellement approuvé par le gouvernement de Justin Trudeau le 29 novembre 2016.

### Expansion du Flanagan South
Enbridge annonce en septembre 2014 l'extension de son réseau avec le Flanagan South. En décembre 2014, celui-ci acheminera 600 000 barils de pétrole lourd à Cushing, d'où il sera réacheminé vers la côte ouest.

### Inversion de l'oléoduc 9
Enbridge envisage également d'acheminer le pétrole de l'Alberta vers l'Est du Canada en inversant la direction de l'oléoduc 9 (Line 9 en anglais), qui comporte deux sections. La section 9A, qui va de Sarnia à North Westover, non loin de Hamilton est inversée dès août 2013 et achemine vers l'est du pétrole en provenance de l'Ouest canadien et du Dakota du Nord. La section 9B, qui va de North Westover à Montréal, transportait du pétrole importé de l'extérieur, venant de South Portland, Maine, États-Unis. Cette section sera inversée et sa capacité, qui était de 240 000 barils par jour sera portée à 300 000 barils (47 700 m3). L'oléoduc 9 sera ainsi relié au système qui va d'Edmonton à Sarnia. Ce projet annoncé en mai 2012 est évalué à 3,2 milliards de dollars. Au printemps 2013, la police réprime des manifestations qui s'opposent à ce projet dans la région de Hamilton. Enbridge reçoit un accord conditionnel de l'Office national de l'énergie en mars 2014 et annonce le 8 octobre que l'oléoduc acheminera à Montréal 300 000 barils de pétrole lourd en provenance des sables bitumineux dès le 1er novembre 2014. Mais, dès le lendemain, l'ONE retarde ce projet en rappelant à la compagnie qu'elle doit installer des valves de sécurité aux 104 points de traversée d'un cours d'eau alors qu'elle n'en a encore installé qu'à six endroits.
Un projet d'inversion de l'oléoduc Portland-Montréal était initialement complémentaire de l'inversion de l'oléoduc 9B par Enbridge. Le pipeline Portland-Montréal, d'une longueur de 380 km, achemine en 2013 du pétrole importé à Montréal. Le flux serait inversé pour acheminer le dilbit WCS à Portland et aux marchés internationaux. Toutefois, en juillet 2014, la municipalité de South Portland vote en faveur de l'interdiction de passage sur son territoire de pétrole en provenance des sables bitumineux.

## Transport par rail
Devant les difficultés que rencontrent les oléoducs auprès des groupes environnementaux, le premier ministre du Canada Stephen Harper a lancé ce message lors d'une visite à New York : « La seule question environnementale en cause ici est si nous voulons augmenter le flux de pétrole provenant du Canada par oléoduc ou par rail. »
Le transport du pétrole par train échappe en effet au contrôle des agences environnementales et passe inaperçu, sauf catastrophe majeure, comme celle du Lac-Mégantic. Il est aussi beaucoup plus flexible, étant susceptible d'atteindre n'importe quel port sur le continent.
Alors qu'en 2009, le transport de pétrole par rail n'était que de 500 wagons par an, ce chiffre est monté à 140 000 wagons en 2012, soit 280 fois plus. En 2013, le rail sert déjà à transporter 150 000 barils par jour, soit 4 % de la production de pétrole de l'Ouest canadien vers les États-Unis ou la Colombie-Britannique en utilisant des voies conventionnelles. Ce chiffre est monté à plus de 350 000 barils par jour en décembre 2018.
L'expansion rapide du transport par rail au printemps 2013 a joué un rôle majeur dans la réduction de l'écart entre le prix du WCS et celui du Brent. Même si ce mode de transport est moins sécuritaire, plus coûteux — Le fait de transporter le pétrole de Fort McMurray (Alberta) à Kerrobert (Saskatchewan) par oléoduc plutôt que par train, soit une distance de 750 km, permet une économie de 5 $ par baril selon Torq Transloading, cité dans la note précédente — et plus polluant, il est apparu comme une alternative valable pour des producteurs anxieux d'accéder aux marchés. Le transport par train jusqu'au Texas d'un baril de pétrole coûte de 15 à 22 $, alors que par oléoduc le coût est de 12 $.
Toutefois, la catastrophe de Lac-Mégantic, du 6 juillet 2013 au Québec, le déraillement de Gainford (Alberta), où trois wagons chargés de gaz liquéfié ont pris feu en octobre 2013 et l'évacuation forcée d'une ville du Dakota du Nord à la suite de l'explosion d'un train d'un mille de long le 31 décembre 2013 montrent la nécessité de repenser la sécurité de ce mode de transport. En janvier 2014, un autre train contenant 17 wagons de pétrole brut et de gaz liquéfié déraille, explose et prend feu au Nouveau-Brunswick près de Plaster Rock, sans faire de victime. Le 7 octobre 2014, un train de 100 wagons de pétrole provenant des sables bitumineux déraille et prend feu près de Clair en Saskatchewan, forçant l'évacuation des résidents à plusieurs kilomètres à la ronde. Le 15 février 2015, un accident similaire survient dans le nord de l'Ontario.
L'industrie du pétrole entre en concurrence avec les usages traditionnels du rail. À l'automne 2013, après une récolte exceptionnelle, les fermiers des Prairies se plaignent de ne pas pouvoir acheminer le grain jusqu'aux marchés d'exportation, ce qui leur cause des problèmes d'entreposage à l'approche de l'hiver.

Les voies ferrées au Canada

### Installation d'un terminal à Kerrobert (Saskatchewan)
Torq Transloading installe un terminal près de Kerrobert (Saskatechewan) au coût de 140 millions de dollars. Il peut charger 120 wagons, soit 168 000 barils par jour et emmagasiner 500 000 barils dans des réservoirs. Inauguré à l'hiver 2016, il est fermé quelques mois plus tard en raison de la baisse des exportations de pétrole des sables bitumineux par train, car le prix en est supérieur à celui du pétrole importé des pays du Golfe.

### Projet de l'Alberta Crude Terminal
En 2013, Kinder Morgan envisage de construire, en partenariat avec Keyera, au nord d'Edmonton, l'Alberta Crude Terminal, comportant 20 stations de pompage, pour transporter 40 000 bbl/j de pétrole par train vers les raffineries nord-américaines.

### Projet de terminal à Hardisty
Un troisième projet de terminal ferroviaire est celui que Gibson Energy envisage de construire à Hardisty (Alberta), capable de charger 140 000 barils par jour.

### Projet de terminal à Belledune
En octobre 2014, Secure Energy Services annonce son intention de construire et rendre opérationnel en 2015 un terminal ferroviaire sur un terrain de 100 ha à Belledune (Nouveau-Brunswick), avec une capacité de recevoir 120 000 barils par jour. Les plans sont en cours depuis deux ans. Les travaux sont réalisés par Chaleur Terminals Inc. Le terminal aura une capacité de stockage de 1 200 000 barils (190 000 m3) et un potentiel d'expansion de 1 800 000 barils. Le pétrole sera acheminé par des arrivages quotidiens de trains de 120 wagons et chargé dans des pétroliers d'une capacité maximale de 650 000 barils. Les premières livraisons commenceraient au début de 2016. La compagnie espère pouvoir exporter ce pétrole en Inde pour un coût allant de 2 à 4,50 $ par baril.

### Transport par rail de Montréal à Sorel-Tracy
En juillet 2014, la compagnie Suncor a confié à la compagnie Kildair le soin de transporter par train de Montréal à Sorel-Tracy du pétrole non raffiné provenant des sables bitumineux via l'oléoduc 9B (voir ci-dessus), pour qu'il y soit embarqué sur des pétroliers vers l'étranger. Par mesure de sécurité, Kildair a placé des gicleurs tous les 40 mètres le long des rails et utilise des wagons citernes de nouvelle génération au lieu des anciens DOT-111. La fondation Suzuki déplore cette décision qui « pourrait être le prélude à des exportations massives de pétrole lourd sur le fleuve Saint-Laurent, source d’eau potable pour 43 % des Québécois ». En septembre 2014, Suncor Energy a chargé sur pétrolier sa première cargaison de pétrole des sables bitumineux.

### Projet de transport par rail jusqu'à Prince Rupert
En septembre 2013, Greenpeace révèle qu'un projet est en cours, entre la compagnie chinoise Nexen et le Canadien National, pour transporter par rail jusqu'à Prince Rupert en Colombie-Britannique un tonnage de pétrole équivalent à celui de l'oléoduc du Northern Gateway. De là, le pétrole serait chargé sur des pétroliers à destination du marché asiatique. Même s'il n'existe pas encore de terminal à Prince Rupert, ce projet est considéré comme hautement probable.

### Projet de transport par rail jusqu'à Churchill
Une autre option envisagée est de transporter le brut par rail de Fort McMurray à Le Pas (Manitoba), où il rejoindrait le chemin de fer de la Baie d'Hudson, surtout utilisé pour le transport du grain jusqu'à tout récemment, mais qui a perdu une partie de son trafic depuis l'abolition du monopole de la Commission canadienne du blé par le gouvernement Harper en 2012. Cette voie ferrée aboutit à Churchill (Manitoba), dont le port est libre de glace de juillet à octobre et permet déjà d'accueillir des pétroliers de type Panamax.
En août 2013, la compagnie américaine OmniTrax, propriétaire du chemin de fer de la Baie d'Hudson ainsi que du port de Churchill (Manitoba) qu'elle avait acheté en 1997 pour la somme symbolique de 1 $, déclare vouloir aller de l'avant avec ce projet. Un premier pétrolier devrait quitter le port de Churchill à destination de Rotterdam en octobre 2013, afin de tester les installations portuaires. Le trafic régulier commencerait fin 2014. Étant situé non loin du cercle Arctique, le port de Churchill est bien placé pour alimenter les marchés européens, car il permet d'atteindre les ports de Rotterdam, Liverpool, Oslo et Mourmansk en passant par le détroit d'Hudson et le sud du Groenland, réduisant ainsi la durée de la traversée de près de trois jours.
Le gouvernement du Manitoba a émis des inquiétudes sur la sécurité de cette voie et des groupes environnementaux ont dénoncé le projet.

### Projet de combinaison train et pipeline Trans-Alaska
Fin 2012, la société G7G (Generating for 7 Generations), qui a l'appui des Premières nations, propose de transporter le pétrole par train électrique sur une voie de 2 400 km de long, depuis Fort McMurray jusqu'à Delta-Junction (Alaska), où il serait pompé dans l'oléoduc trans-Alaska, qui débouche au terminal de Valdez (Alaska) et dont la capacité de 2 140 000 barils (340 000 m3) par jour est sous-utilisée en 2013,. Cette option est considérée comme une alternative sérieuse au projet d'Enbridge, à tel point que la société Kitimat Clean envisage la construction d'une raffinerie à Kitimat pour y traiter le dilbit qui y sera acheminé.